# ريتشارد كورتني
ريتشارد كورتني (بالإنجليزية: Richard Courtney)‏ (و. 1927 – 1997 م) هو ممثل، توفي عن عمر يناهز 70 عاماً.

## مناصب وهيئات
أدار جامعة تورنتو.